# Steven Slocum
Steven Andrew Slocum (5 de noviembre de 1979 -) es un luchador profesional estadounidense retirando que trabajó en la World Wrestling Entertainment (WWE) bajo el nombre de Jackson Andrews. También estuvo en el territorio en desarrollo Florida Championship Wrestling (FCW) y como guardaespaldas de Tyson Kidd en la marca RAW.

## Carrera
Slocum luchó bajo el nombre de 'Cyrus' en Pro Wrestling Alliance (PWA) en Texas y tenía una mánager llamada Lady Poison. Él hizo su debut en PWA en el evento Clash of Champions el 21 de julio de 2007 en Pasadena, Texas, donde él fue derrotado por Devin en un squash match. Él también apareció en la noche de PWA en Midsummer Madness, y derrotó a Santana en un squash. Cyrus también derrotó a Nicolas, Samson, y Robbie Gilmore en finales de 2007 e inicios de 2008.

### World Wrestling Entertainment / WWE (2009-2011)

#### Territorio de desarrollo (2009-2011)
En septiembre de 2009, Steven Slocum firmó un contrato con la WWE, y fue asignado a la Florida Championship Wrestling (FCW), bajo el nombre de Jackson Andrews e hizo su debut a finales del mismo año.
A principios del 2010, Andrews formó una alianza con Curt Hawkins, haciendo su debut el 18 de febrero derrotando a The South Beach Boys (Darren Young y Percy Watson). Los dos comenzaron un feudo con The Dude Busters (Caylen Croft y Trent Barreta), y en la lucha Hawkins abandonó a Andrews en pleno combate. Andrews derrotó a Croft y Barreta en luchas individuales en el mes de marzo. Pocos meses, Andrews y Hawkins se enfrentaron a The Rotundo Brothers (Bo y Duke), y el equipo de Eli Cottonwood y Wes Brisco. Entre noviembre y diciembre, Andrews apareció en varios house shows, perdiendo ante Goldust y derrotando a JTG. En mayo del 2011, Slocum fue despedido de la FCW.

#### 2010
El 6 de diciembre, en el episodio de RAW, Slocum apareció por primera vez en televisión y estuvo como el guardaespaldas de Tyson Kidd, quien estaba luchando contra David Hart Smith, lucha que ganó Kidd. Después del combate, Slocum atacó a Smith. La semana siguiente, Tyson Kidd lo presentó como Jackson Andrews. El 27 de diciembre, en el episodio de RAW, Mark Henry derrotó a Tyson Kidd y después de la lucha, Andrews tuvo una confrontación con Henry, y como consecuencia, Henry le aplicó su World's Strongest Slam a Andrews. Después de esto, Slocum fue mandado a FCW para más entrenamiento.

## En lucha
- Movimientos finales
  - Chokebomb[2]
  - Two handed chokeslam[8]

- Managers
  - Lady Poison[1]